# جامعة الهندسة والتكنولوجيا (لاهور)
جامعة الهندسة والتكنولوجيا، لاهور هي أقدم جامعة في الهندسة في باكستان، تقع في في لاهور والبنجاب. تقدم شهادات البكالوريوس، والماجستير، والدكتوراه في تخصصات الهندسة والإدارة والعلوم۔

## الكليات
- كلية الهندسة المعمارية والتخطيط
- كلية الإدارة والأعمال
- كلية الكيماوية والمعدنية والهندسية المعدنية
- كلية الهندسة المدنية
- كلية الهندسة الكهربائية
- كلية الهندسة الميكانيكية
- كلية العلوم الطبيعية، العلوم الإنسانية والدراسات الإسلامية

## معرض صور

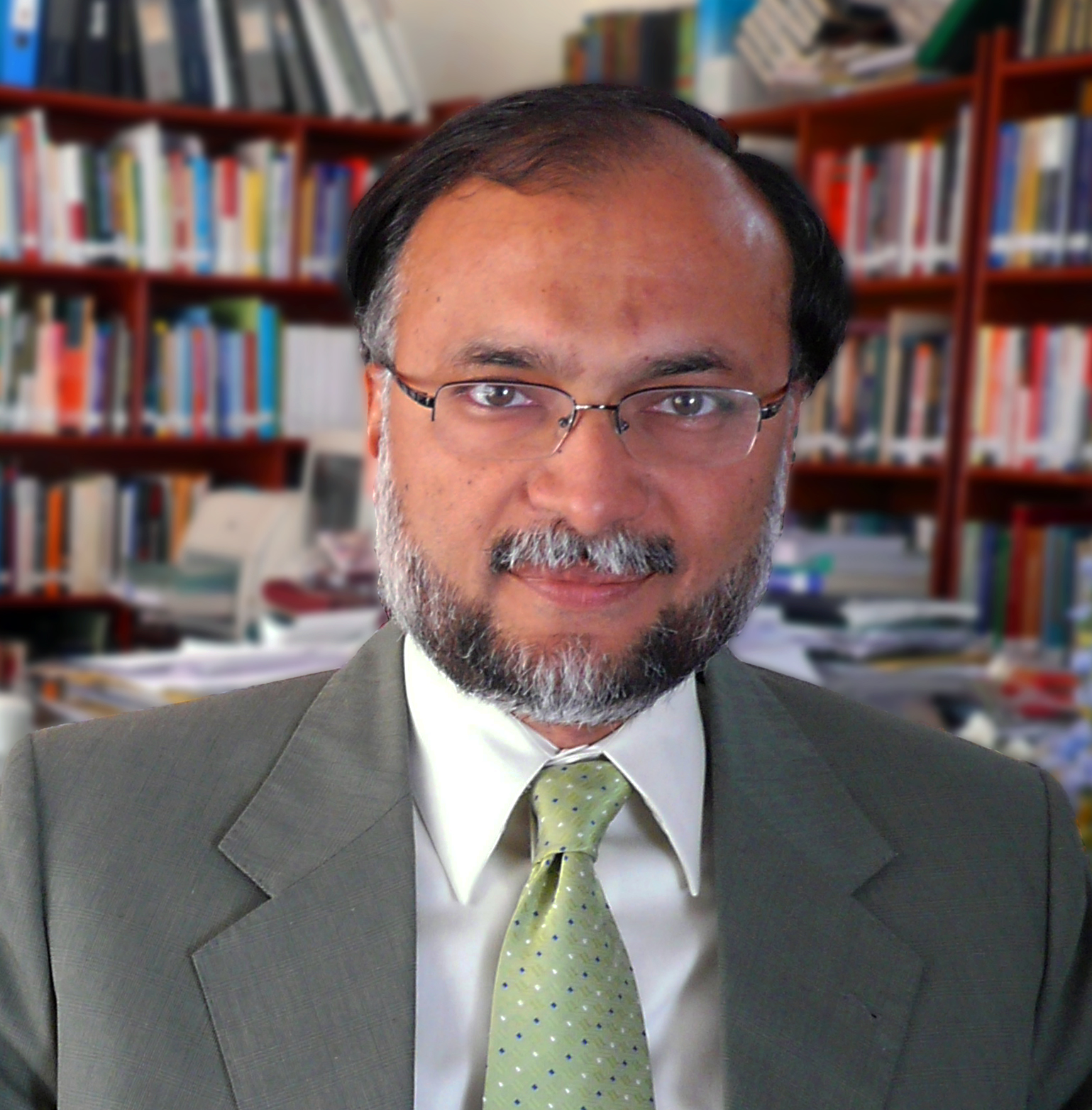
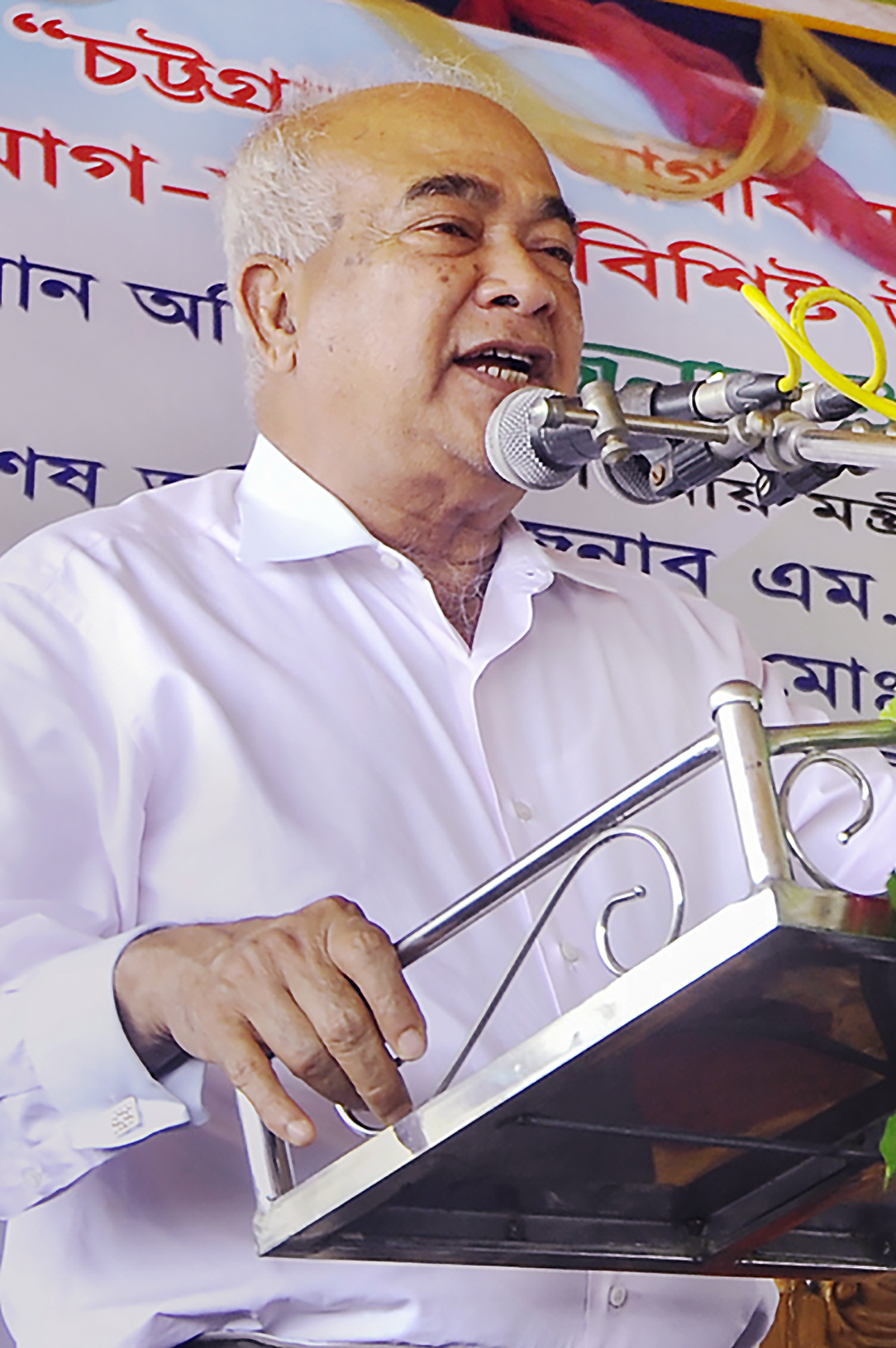

- ملف:Mehreen Faruqi.